# Spencerella australis
Espèce
Spencerella australis est une espèce d’algues rouges de la famille des Ceramiaceae.